# Intoxicación por antagonistas del calcio
La intoxicación por antagonistas del calcio, también llamada  sobredosis por bloqueadores de los canales del calcio, se debe a la ingesta accidental o deliberada de una cantidad mayor que la indicada de los fármacos conocidos como  bloqueadores de los canales del calcio,  antagonistas de los canales del calcio o, simplemente, antagonistas del calcio, lo que suele provocar bradicardia e hipotensión con probabilidad de progreso a asistolia. Otros síntomas posibles incluyen náuseas, vómitos, somnolencia y disnea. Lo habitual es que los síntomas aparezcan en las primeras seis horas posingesta pero cuando se administran ciertas formas de medicación es posible que no comiencen antes de veinticuatro horas.

## Consideraciones históricas
En 1021 Avicena introdujo en El canon de la medicina el uso medicinal de Taxus baccata para fitoterapia, llamó "Zarnab" a ese medicamento con base de hierbas y lo utilizó como un remedio cardíaco. Ese fue el primer uso conocido de un fármaco bloqueador de los canales del calcio, medicamento que en el mundo occidental no se usó en forma amplia hasta la década de 1960.
Los antagonistas del calcio se identificaron por primera vez a comienzos de 1964 en el laboratorio del farmacólogo alemán Albrecht Fleckenstein.

## Clasificación

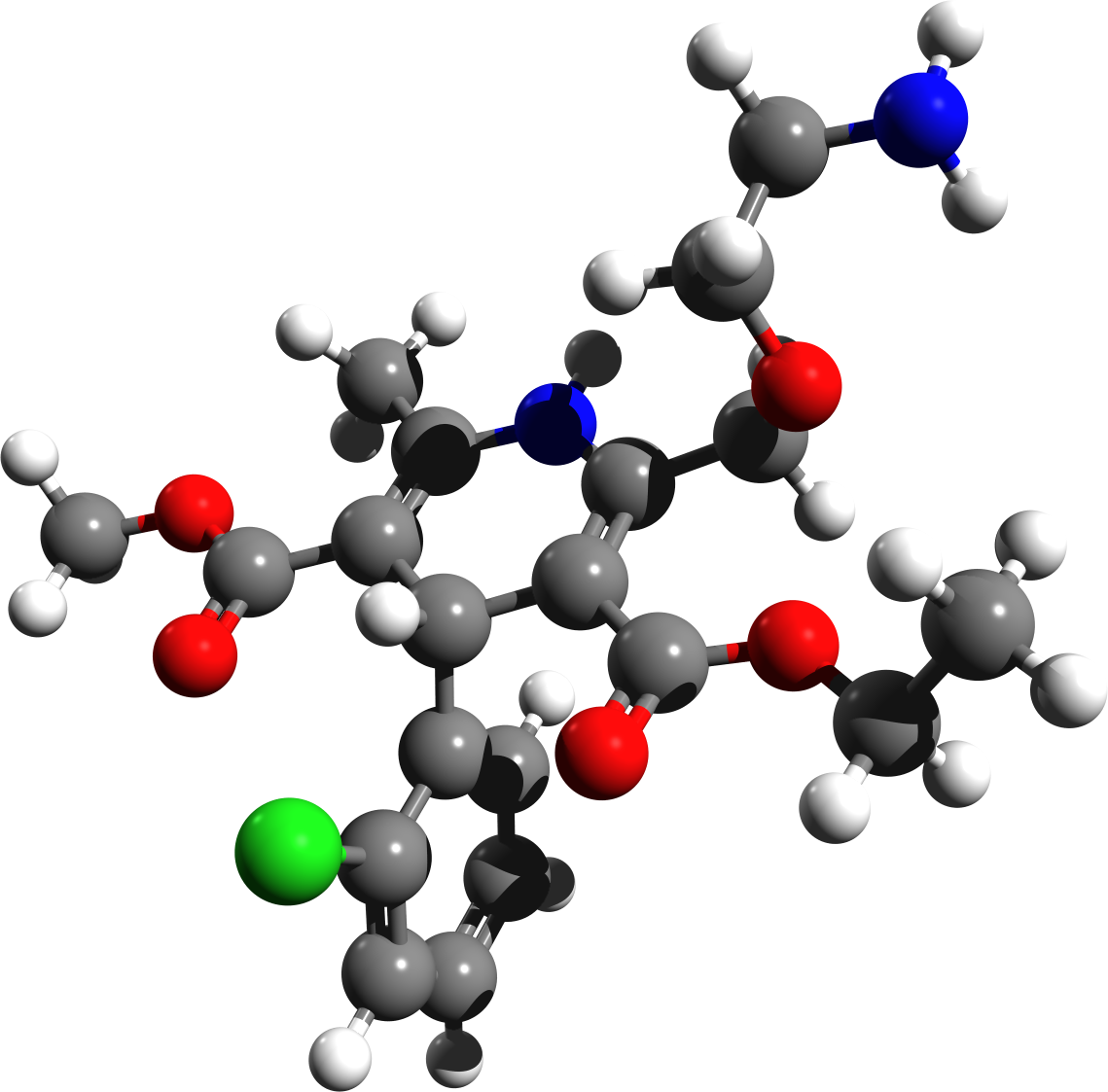
Estructura en tres dimensiones del antagonista del calcio amlodipino.

La intoxicación con antagonistas del calcio, cuyo diagnóstico es casi puramente clínico (sobre la base de la sintomatología, los trastornos detectados en el electrocardiograma y el antecedente de sobredosis del fármaco), puede clasificarse en accidental, sobre todo en niños, en secundaria a una ingesta con intención suicida o en resultante de un error en la posología.
En otra forma de clasificación las intoxicaciones por bloqueadores de los canales del calcio pueden dividirse en dos categorías, a saber, las causadas por los dihidropiridínicos y las debidas a la ingesta de agentes no dihidropiridínicos. Los primeros, que tuvieron como prototipo el nifedipino y hoy incluyen una cantidad cada vez mayor de agentes (nitrendipino, nisoldipino, nimodipino, amlodipino, felodipino, lacidipino, lercanidipino y manidipino, entre otros), bloquean los canales del calcio de tipo L, en particular en el músculo liso vascular, lo que da como resultado la relajación de ese músculo. En niveles terapéuticos esos fármacos tienen escasa actividad depresora del miocardio y en realidad pueden aumentar el gasto cardíaco debido a taquicardia refleja. Los no dihidropiridínicos (entre los que figuran una fenilalquilamina —verapamilo— y una benzotiazepina —diltiazem—), bloquean los canales del calcio de tipo L en el miocardio y el músculo liso, lo que genera depresión miocárdica e inhibición de la actividad eléctrica. No obstante, los dihidropiridínicos no son específicos del músculo liso sino selectivos y en concentraciones tóxicas pueden causar depresión miocárdica y alteraciones de la conducción cardíaca. En segundo lugar los antagonistas del calcio, en especial en dosis altas, pueden bloquear los canales del sodio y provocar una prolongación del complejo QRS, como los antidepresivos tricíclicos. Además de sus efectos sobre el corazón y el músculo liso vascular los antagonistas del calcio suelen tener efecto sobre el páncreas. El ingreso del calcio en las células beta pancreáticas a través de los canales de tipo L es esencial para la liberación de insulina de modo que la intoxicación con esos fármacos a menudo causa hiperglucemia con hipoinsulinemia relativa.

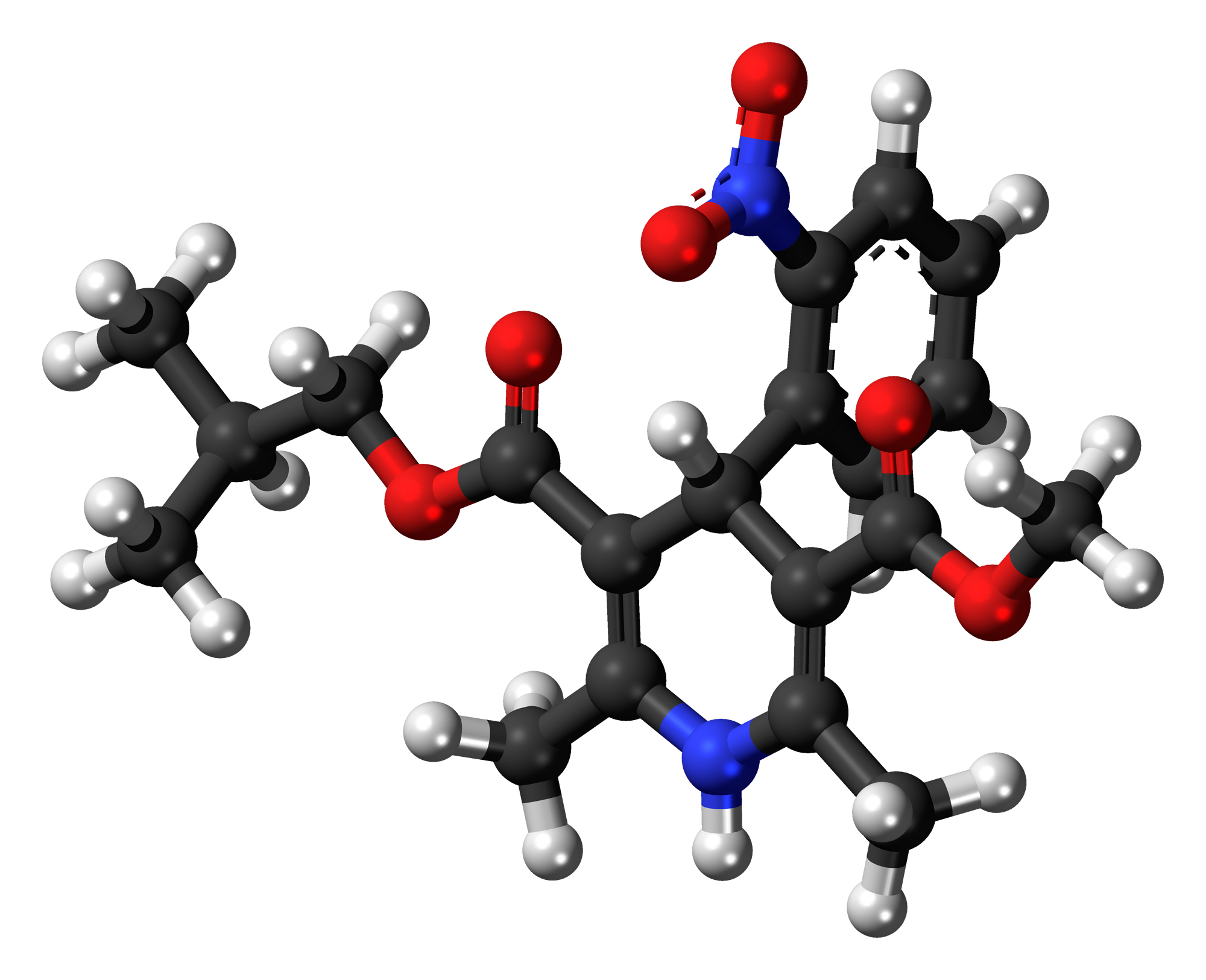
Estructura tridimensional de la molécula de nisoldipino.

## Mecanismo de acción

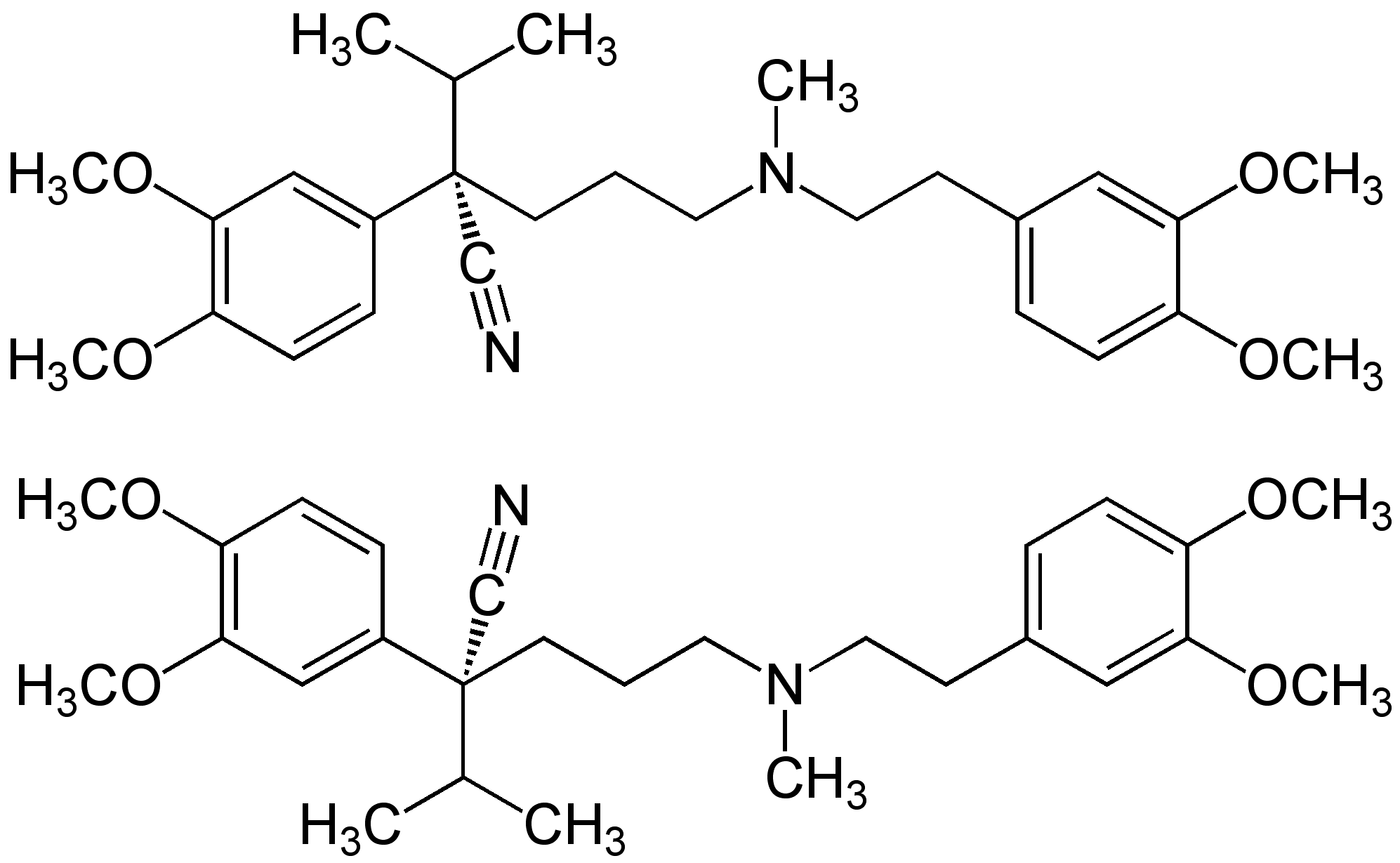
Fórmula estructural del verapamilo.

El efecto clínico de la intoxicación por agentes bloqueadores de los canales del calcio se debe al bloqueo de los canales del calcio de tipo L en las células miocárdicas, las células musculares lisas y las células beta pancreáticas, lo que provoca bradicardia, retraso en la conducción miocárdica, vasodilatación periférica, hipoinsulinemia con hiperglucemia, acidosis láctica y finalmente shock.
Dada la farmacocinética de los antagonistas del calcio de liberación inmediata la acción se inicia entre treinta minutos y tres horas después de la ingesta del fármaco y tiene una duración de hasta seis a diez horas. En cambio, en el caso de los agentes de liberación prolongada el comienzo de la acción se retrasa y los efectos tóxicos se alargan.  La mayor parte de los bloqueadores de los canales del calcio se excretan con pocos cambios en la orina y como se unen con gran afinidad a proteínas con un volumen de distribución importante la hemodiálisis resulta ineficaz para eliminarlos.
Cuando el metabolismo es normal los miocitos obtienen su energía de los ácidos grasos libres; en cambio, en estado de shock por antagonistas del calcio esas células usan la glucosa como fuente de energía y como la hipoinsulinemia evita la entrada de la glucosa hay disminución del inotropismo, resistencia vascular sistémica y por último shock refractario a aminas vasoactivas.

## Epidemiología

Fórmula estructural del bloqueador de los canales del calcio dihidropiridínico nifedipino.

Según los autores de una publicación ya mencionada en la que se describe el caso de un hombre de treinta y cuatro años con intoxicación grave por un antagonista del calcio asociada con shock por dilatación refractario, en los Estados Unidos el informe anual de 1998 del American Association of Poison Control Center Toxic Exposure Surveillance System (AAPCC's TESS) (Sistema de Vigilancia de Exposición a Sustancias Tóxicas de la Asociación Estadounidense de Centros de Control de Intoxicaciones) comunicó sesenta y una muertes atribuibles a agentes bloqueador de los canales del calcio; esa cifra representaba el 7,9 % de todas las muertes informadas y de todos los pacientes intoxicados el 1,7 % falleció. Los medicamentos asociados con esas muertes fueron verapamilo (treinta y cuatro fallecimientos),  diltiazem (once fallecimientos), nifedipino (nueve fallecimientos), amlodipino (seis fallecimientos) y un bloqueador de los canales del calcio desconocido en un paciente que murió intoxicado.
También en los Estados Unidos en 2010 se informaron más de diez mil casos de intoxicación por bloqueador de los canales del calcio. Junto con los betabloqueador y la digoxina los antagonistas del calcio se asocian con una de las tasas más altas de muerte en caso de sobredosis. Esos fármacos, que comenzaron a utilizarse en las décadas de 1970 y 1980, se hallan entre los pocos medicamentos de los que un solo comprimido puede causar la muerte de un niño.

## Etiología
Los bloqueadores de los canales del calcio, o antagonistas del calcio, se utilizan ampliamente para el tratamiento de numerosos trastornos y por ende están presentes en muchos hogares. En los niños pequeños un comprimido puede causar trastornos graves y tal vez la muerte. El tipo de bloqueadores de los canales del calcio que causó el mayor número de muertes en los Estados Unidos en 2010 fue el verapamilo, un agente que se cree que genera más problemas cardíacos que muchos de los otros.
En síntesis, los antagonistas del calcio son fármacos muy utilizados que se indican sobre todo para el tratamiento y la prevención de la enfermedad coronaria, la hipertensión arterial, la miocardiopatía hipertrófica, la enfermedad de Raynaud, el vasospasmo cerebral asociado con hemorragia subaracnoidea, migraña y la hipertensión pulmonar idiopática y para suprimir las taquiarritmias supraventriculares. Por lo tanto, como su utilización es amplia y su margen de seguridad escaso resulta llamativa la poca frecuencia de la intoxicación, que por otra parte puede ser de extrema gravedad. Además, los pacientes que deben tomar esos fármacos son más susceptibles a sus efectos tóxicos a causa de su edad avanzada y sus patologías de base, como hipertensión arterial, miocardiopatías, insuficiencia cardíaca, trastornos del ritmo y de la conducción cardíaca y consumo de otros fármacos como diuréticos o inhibidores de la enzima convertidora de angiotensina o IECA.

## Fisiopatología

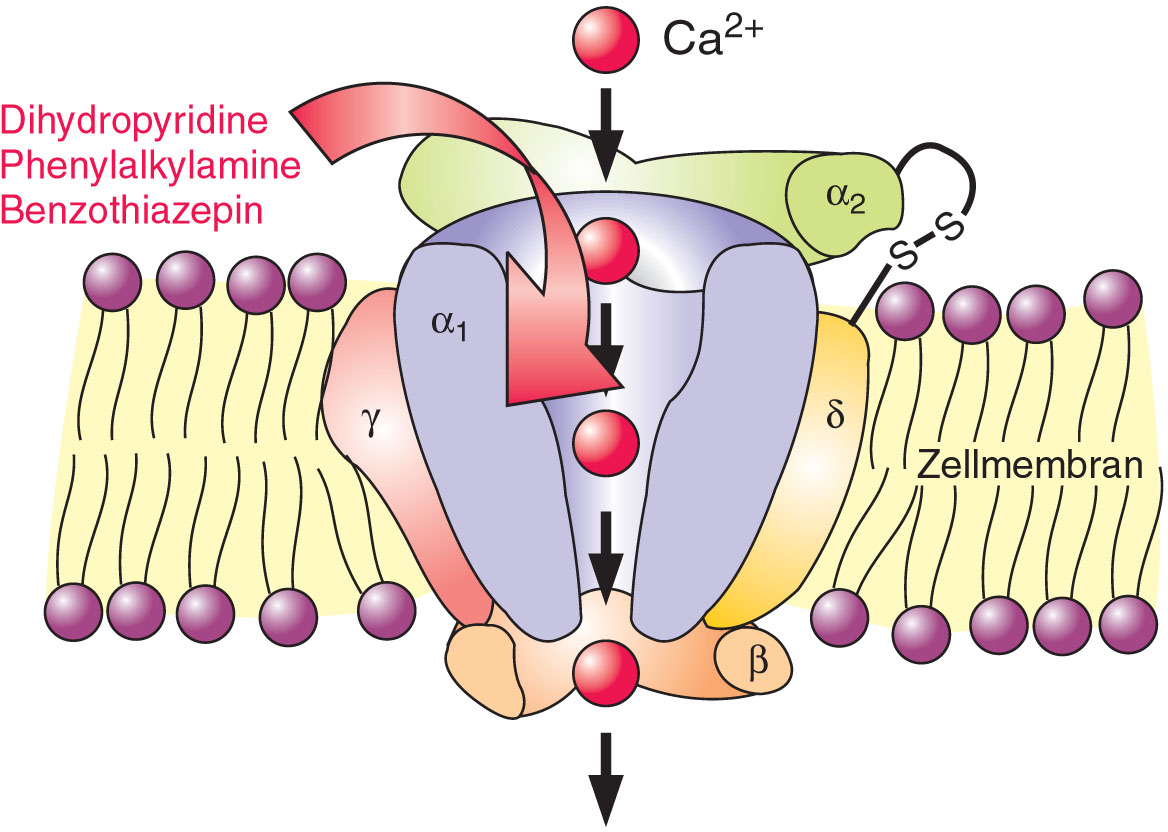
Canal del calcio incluido en una membrana celular. Dihydropyridine: dihidropiridina; phenylalkylamine: fenilalkilamina; benzothiazepin: benzotiazepina; zellmembran: membrana celular.

El shock de las intoxicaciones graves tiene una fisiopatología compleja en la que intervienen muchos factores. Hay un componente cardiogénico obvio con caída del gasto cardíaco por depresión contráctil y bradicardia, con bloqueos de la conducción de distinto grado que pueden llegar al bloqueo auriculoventricular completo. Otros hallazgos electrocardiográficos posibles incluyen bradicardia o taquicardia sinusal, bloqueos de rama, prolongación del intervalo QT o ritmo de la unión. Por otra parte, la intoxicación por antagonistas del calcio determina una vasodilatación periférica importante que en los casos graves puede generar vasoplejía (shock por vasodilatación) y asemejarse a un verdadero shock distributivo. En realidad, para algunos autores las principales manifestaciones hemodinámicas de la intoxicación con diltiazem se deben más a la baja resistencia vascular sistémica que al compromiso cardíaco. El resultado es un estado de hipoperfusión tisular generalizada que se manifiesta como acidosis láctica y  disfunción multiorgánica. Como en otros tipos de shock, la ineficacia de la perfusión tisular puede deberse no solo a las alteraciones macrohemodinámicas sino también a una disfunción microcirculatoria que compromete la distribución regional del flujo sanguíneo. El edema pulmonar puede ser de origen hidrostático o lesional. Además, existe la posibilidad de que la administración de dosis altas de algunos antagonistas del calcio inhiba canales del sodio, lo que podría contribuir a la formación del edema pulmonar. Otras manifestaciones incluyen alteraciones neurológicas (agitación, depresión del estado de conciencia,  vómitos, íleo e infarto intestinal mesentérico). A nivel metabólico es característica la hipoinsulinemia por bloqueo de los canales del calcio de tipo L pancreáticos. El déficit de insulina y la resistencia periférica a su acción son responsables de la hiperglucemia que suele observarse en estos pacientes.

## Anatomía patológica
Según los autores de una publicación, la necropsia de un paciente de setenta y dos años con una intoxicación hepática y renal fatal después de haber recibido tratamiento con diltiazem durante tres días demostró edema pulmonar, calcificación coronaria, ausencia de anomalías hepáticas macroscópicas y edema renal bilateral. No se realizó el examen histológico.

## Cuadro clínico
Como ya se mencionó, en la mayoría de las personas que han ingerido una dosis demasiado alta de un bloqueador de los canales del calcio se observan bradicardia e hipotensión con posible evolución a asistolia. Otros síntomas factibles incluyen náuseas y vómitos, disminución del nivel de conciencia y dificultad para respirar. Cuando hay sintomatología por lo general comienza dentro de las seis horas posteriores a la ingesta oral del medicamento de liberación inmediata mientras que con las fórmulas de liberación extendida los síntomas pueden aparecer hasta un día después. Las convulsiones son raras en los adultos y más frecuentes en los niños.
Según los autores de una publicación en la que se describe un caso de sobredosis de amlodipina en un adolescente los síntomas cardiovasculares de una sobredosis de fármacos bloqueadores de los canales del calcio son hipotensión (debida a vasodilatación periférica), depresión miocárdica y bradicardia y la sobredosis intencional suele ser exacerbada por la ingestión de otros fármacos, como por ejemplo  antidepresivos tricíclicos o betabloqueadores, que potencian la toxicidad de los antagonistas del calcio. Según esa publicación la sobredosis de antagonistas del calcio se asocia con un cuadro de hipotensión profunda y refractaria y es posible que sea letal.
En otra publicación ya mencionada se describe la evolución clínica de un paciente de setenta y dos años (exfumador) que se presentó con antecedentes de tres días de dolor torácico después de diecisiete años con esofagitis y enfermedad coronaria confirmadas. El tratamiento previo había incluido nifedipino y dinitrato de isosorbida y al menos dos cursos de ranitidina. No había antecedentes de infarto de miocardio documentado pero el paciente había estado tomando a diario furosemida (40 mg) y amilorida (5 mg) a causa de un episodio de edema pulmonar que había sufrido un año antes. La cantidad de alcohol que ingería era mínima y no tenía antecedentes de alergia. El examen clínico era normal, con presión arterial de 130/90 mm Hg, pulso de 80 latidos/minuto y regular y ninguna evidencia de insuficiencia cardíaca o cardiomegalia. Los sistemas respiratorio y nervioso no mostraban anomalías. El borde hepático era suave y sin dolor a la palpación. El tacto rectal había revelado  melena y en el estudio con radiografía de tórax se había detectado cardiomegalia. El tratamiento indicado consistió en reposo en cama, continuación de los diuréticos y administración de 30 mg/día de dinitrato de isosorbida, 15 mg/día de nifedipino y 300 mg/día de ranitidina. La melena, que desapareció, fue atribuida a la esofagitis; nunca había habido hipotensión. Después de dos días de dolor continuó el tratamiento con nifedipino e isosorbida fue sustituido por diltiazem en una dosis de 180 mg/día que se aumentó a 360 mg diarios después de dos días. A los tres días de iniciado el tratamiento con diltiazem el paciente presentó una  erupción urticariana leve en el tronco y los brazos y dos días más tarde desarrolló oliguria (200 mL/día); se suspendió el diltiazem y al día siguiente el paciente desarrolló insuficiencia renal aguda con acidosis (pH de 7,18) e hiperpotasemia (nivel de potasio de 7,0 mmol/L). Se lo trató con calcio, insulina y dextrosa por vía intravenosa y la ecografía no mostró obstrucción posrenal. Apareció ictericia con evidencias bioquímicas de daño hepático grave. Durante los cinco días siguientes se observó una mejoría de la función renal y hepática y del volumen urinario pero luego el paciente desarrolló un edema pulmonar intratable con shock cardiogénico fatal.
Los autores de un trabajo afirman que la intoxicación con fármacos inhibidores de los canales del calcio es poco frecuente pero se asocia con tasas de mortalidad del diez por ciento y luego describen el caso de una niña de cinco años que treinta horas después de la ingestión de cinco tabletas de 240 mg de verapamilo de liberación extendida y una tableta de bromazepam experimentó un shock vasopléjico, trastornos de la conducción cardíaca y complicaciones metabólicas. A causa de ese cuadro se la internó en terapia intensiva pediátrica, donde fue tratada con epinefrina continua e insulina y se recuperó por completo sesenta horas después de la ingestión. Según estos autores el caso que describen subraya el peligro de una sobredosis de bloqueadores de los canales del calcio, incrementado por el mecanismo de liberación extendida: el fármaco reduce la motilidad gástrica —lo que explica la latencia de los síntomas— pero eso también aumenta la absorción, lo que induce un círculo vicioso. En la intoxicación con antagonistas del calcio deben tenerse en cuenta esos mecanismos para disminuir la mortalidad por accidentes de ese tipo.

## Diagnóstico
En general no se dispone de un examen de sangre u orina que ayude a diagnosticar la intoxicación por bloqueadores de los canales del calcio, agentes cuya toxicidad puede causar hiperglucemia, trastorno que a menudo es una señal del nivel de gravedad de la sobredosis.

### Electrocardiograma
Entre las diversas anomalías del electrocardiograma que puede provocar la intoxicación por antagonistas del calcio la más frecuente consiste en un enlentecimiento del ritmo sinusal. Las demás anomalías incluyen prolongación del intervalo QT, bloqueo de rama, bloqueo auriculoventricular de primer grado e incluso taquicardia sinusal.

### Diagnóstico diferencial
Entre los diagnósticos diferenciales es especialmente importante descartar la intoxicación por betabloqueadores, cuya presentación clínica es similar, al igual que el manejo terapéutico. Sin embargo, es posible que los signos y los síntomas no permitan distinguir la diferencia entre una intoxicación causada por betabloqueadores y una sobredosis de bloqueadores de los canales del calcio.
Según los autores de un trabajo sobre el manejo de la intoxicación por antagonistas del calcio ya mencionado, en el diagnóstico diferencial debe descartarse la intoxicación con otros fármacos que causan bradicardia y shock, como por ejemplo los betabloqueadores, la amiodarona, la digoxina y otros antiarrítmicos. Como ya se dijo, las concentraciones plasmáticas de los antagonistas del calcio casi nunca se pueden determinar de modo que para establecer el diagnóstico se recurrirá a la sospecha clínica ante el cuadro observado y a los antecedentes de la medicación. El QRS normal no es patognomónico pero sugiere más la participación de los antagonistas del calcio que la de la amiodarona, los betabloqueadores u otros fármacos que bloquean los canales del sodio, como por ejemplo los ya mencionados antidepresivos tricíclicos o algunos neurolépticos.

## Tratamiento
El tratamiento médico de un paciente intoxicado con antagonistas del calcio puede ser difícil porque es posible que las medidas que se utilizan habitualmente para tratar la hipertensión y revertir la bradicardia no determinen una mejoría. Los pacientes sin síntomas ni signos seis horas después de la ingesta de un agente de liberación inmediata y veinticuatro horas después de la ingestión de uno de liberación extendida no necesitan tratamiento médico adicional.
Los autores de un estudio publicado en 2013 informaron que en una serie de pacientes internados por sobredosis de verapamilo o diltiazem la hipotensión fue una manifestación clínica común que se trató con varios agentes vasopresores y sin terapia euglucémica hiperinsulinémica en todos los casos salvo tres.
La sobredosis de bloqueadores de los canales del calcio puede ser letal. Su manifestación clínica más importante consiste en bloqueo cardíaco con bradicardia e hipotensión marcadas. El verapamilo y el diltiazem son mucho más peligrosos que los bloqueadores dihidropiridínicos. El tratamiento de rutina suele incluir líquidos por vía intravenosa, carbón activado, irrigación intestinal completa y monitoreo prolongado del electrocardiograma. Los antídotos de los efectos cardíacos incluyen calcio, atropina, bicarbonato, insulina, glucagón y vasopresores.

### Desintoxicación
Entre las medidas terapéuticas útiles figuran los intentos de reducir la absorción del fármaco mediante la administración de carbón activado por vía oral si se lo administra poco después de la ingestión o por irrigación intestinal total con solución de polietilenglicol si se ha ingerido una fórmula de liberación extendida. No es recomendable provocar el vómito mediante el empleo de medicaciones como el jarabe de ipecacuana. Los medicamentos disponibles para tratar los efectos tóxicos incluyen líquidos intravenosos, gluconato de calcio, glucagón, insulina en altas dosis, vasopresores y emulsión lipídica. La oxigenación por membrana extracorpórea también puede ser una opción.

### Insulinoterapia
La administración  intravenosa de dosis altas de insulina con glucosa puede ser útil y representa un tratamiento de primera línea en casos de sobredosis. No obstante, como ese tratamiento puede causar hipoglucemia e hipopotasemia, deben vigilarse estrechamente los niveles sanguíneos de glucosa y potasio.

### Otros tratamientos
Existen evidencias clínicas provisorias y buenas evidencias teóricas de los efectos beneficiosos de la emulsión lipídica en los casos de sobredosis importantes de agonistas del calcio.
También puede utilizarse azul de metileno para tratar a los pacientes con hipotensión que no responde a otros tratamientos.
El tratamiento de la intoxicación por una sobredosis de antagonistas del calcio (p. ej., amlodipina) es fundamentalmente de sostén y se basa en la administración de líquidos intravenosos y agentes inotrópicos.  También se ha comunicado el uso de terapias experimentales como la administración de glucagón, insulina y levosimendán. Si el paciente con sobredosis de antagonistas del calcio sigue presentando una hipotensión importante y refractaria a pesar de haber recibido tratamiento convencional o experimental puede estar indicado el sostén vital extracorpóreo (extra-corporeal life support o ECLS). Según los autores de una publicación ya mencionada, la intoxicación por bloqueadores de los canales del calcio es cada vez más frecuente en la población general por lo que será preciso estar preparado para tratar en forma correcta esa urgencia de modo de evitar complicaciones catastróficas para el paciente y posibilitar la recuperación del estado hemodinámico en las primeras veinticuatro horas.
En un trabajo ya citado se sostiene que en el tratamiento de la intoxicación por antagonistas del calcio lo primero que se debe considerar es la importancia de la gravedad potencial de la intoxicación. Es posible que el estado del paciente sea bueno antes de que se produzca la absorción digestiva de las formas de liberación retardada o de ciertos fármacos de absorción más lenta pero si la dosis ingerida equivale a unas cinco dosis terapéuticas o más es posible que el paciente desarrolle un cuadro clínico muy grave. Además, según los autores del mismo trabajo hay dos errores habituales que consisten en no tratar la bradicardia con atropina, isoproterenol o un marcapasos externo o interno temporal y en confiar en el estado clínico del paciente sin tener en cuenta que puede llegar a complicarse mucho por lo que desde el principio debe recibir una atención máxima.

## Pronóstico
El pronóstico de la intoxicación con antagonistas del calcio depende de la cantidad y de la fórmula del agente ingerido, de la ingesta simultánea de otros fármacos, de la edad del paciente, de las enfermedades subyacentes, de los tratamientos específicos administrados, del ritmo cardíaco inicial, del tiempo transcurrido hasta el comienzo del tratamiento, del tratamiento seleccionado, de si el paciente utiliza un marcapasos y del momento de su colocación.
Las complicaciones que pueden presentarse en los pacientes intoxicados con un bloqueador de los canales del calcio incluyen disritmias letales, convulsiones, coma, encefalopatía anóxica por hipoxia prolongada del sistema nervioso central, íleo, infarto o perforación intestinal por hipotensión mesentérica, edema pulmonar no cardiogénico, neumonía por aspiración y muerte.
Por último los antagonistas del calcio, en especial los de fórmula de liberación sostenida, pueden ser letales para los niños pequeños; se han documentado unos pocos casos de muerte como resultado de la ingesta de un solo comprimido. Por lo tanto, toda vez que un médico o un padre sospeche que un niño ha ingerido un antagonista del calcio se debe iniciar de inmediato un tratamiento agresivo en un hospital bien equipado.

## Prevención
Los padres y los abuelos que toman bloqueadores de los canales del calcio deben ser informados acerca de la importancia de que mantengan esos medicamentos fuera del alcance de los niños y en frascos que los niños no puedan abrir. Además, en todos los hogares se debe tener a mano el número de teléfono del centro nacional de control de intoxicaciones correspondiente a la región para poder usarlo en caso de emergencia.